# ساندي إنجراهام
ساندي إنجراهام (بالإنجليزية: Sandy Ingraham)‏ هي مستشارة سياسة واجتماعية حالية في شركة إنجراهام وشركاؤه للمحاماة في مك لود بولاية أوكلاهوما. كانت إنجراهام عضو سابق في جماعة الضغط في منظمة ولاية أوكلاهوما كابيتول لخدمات الجوار، وعمل على برامج مثلSoonerStart الذي يكتب البيانات السنوي لشركة Kids Count. أُدرج اسم أنجراهام في قاعة مشاهير نساء ولاية أوكلاهوما في عام 1996 لعملها في مجال المحاماة وإنجازاتها.

## حياتها المُبكرة وتعليمها
وُلدت ساندي إنراهام في شمال كاليفورنيا في عام 1947. انتقلت عائلتها في كثير من الأحيان بسبب مهنة والدها في سلاح الجو. بدأت إنجراهام دراستها الثانوية في كاليفورنيا، وقضت فترة قصيرة في شمال ولاية نيويورك، وتخرجت في النهاية من المدرسة الثانوية في طرابلس، ليبيا. توقفت إنجراهام لفترة أثناء رحلتها إلى كاليفورنيا في ولاية أوكلاهوما حيث وُلدت والدتها وانتهى بها الأمر إلى البقاء بشكل دائم. أمضت إنجراهام حوالي سبع سنوات في الحصول على درجتين جامعيين في الأدب الإنجليزي والفلسفة في كلية سنترال ستيت (تُعرف الآن بجامعة وسط أوكلاهوما). خلال سنواتها الجامعية، انحازت إنجراهام بقوة إلى معارضة حرب فيتنام واحتجت بشكل علني مع الطلاب الآخرين. قضت بد ذلك عامين في الحصول على درجة الماجستير في العمل الاجتماعي من جامعة أوكلاهوما. وفي منتصف الأربعينيات من عمرها، عادت إنغراهام إلى جامعة أوكلاهوما للحصول على درجة الدكتوراه من.

## حياتها المهنية
بعد حصولها على درجة الماجستير في العمل الاجتماعي، بدأت إنجراهاهم حياتها المهنية كجهة ضغط سياسي في منظمة كابيتول أوكلاهوما. شملت بعض القضايا الرئيسية التي دافعت عنها إنجراهام أثناء عملها في شركة كابيتول أوكلاهوما مشروع قانون الإيمان بالخير. كما عملت على مشروع قانون يسمح للمنظمات غير الهادفة للربح باستئجار مساكن من وزارة الإسكان والتنمية الحضرية الأمريكية مقابل دولار واحد في السنة بشرط أن يكونوا مقيمين في منازلهم. عندما توقفت إنجراهام عن عملها في الضغط السياسي بدوام كامل، عادت إلى جامعة أوكلاهوما للحصول على درجة الدكتوراة. تعمل إنجراهام كمحامية في شركة إنجراهام وشركاؤه، وتعمل أيضًا كمستشارة في السياسة الاجتماعية.
تُعتبر إنجراهام المؤسسة الأولى لمؤسسة أوكلاهوما للنساء. أُطلق عليها في عام 1993، محامية الطفل للعِقد. وبعد ثلاث سنوات وفي عام 1996، أُدرِج اسم إنجراهام في قاعة مشاهير نساء أوكلاهوما.

## روابط خارجية
- Oklahoma Women's Hall of Fame Oral History Project -- OSU Library
- Communities Foundation of Oklahoma: Advisory Board of Governors
- Oklahoma's Adoption Invalidation Law in Lawsuit
- Adoption in Oklahoma:A Study of Adoptive Families, Birthparents, Agencies, Legal Practices and Trends - Sandy Ingraham
- "OASES Head Nominated" - The Oklahoman